# Auckland City FC
Auckland City Football Club je nogometni klub klub s sedežem v mestu Auckland. Klub tekmuje v ligi osmih moštev tamkajšnje prve lige, imenovane  ASB Premiership, kar je najvišja raven domačega klubskega nogometa v državi. Auckland City FC igra svoje tekme na Kiwitea Street v mestni četrti Sandringham.

## Uspehi
- Novozelandsko prvenstvo: 4

2005, 2006, 2007, 2009
- OFC Liga prvakov: 4

2006, 2009, 2011, 2012

## Nekdanji znani igralci
| - Michael Boxall (2006 do 2007) - Jeff Campbell (2007 do 2008) - Reginald Davani (2004 do 2006) - Sean Douglas (2006 do 2007) - Henry Fa'arodo (2007 do 2008) - Ian Hogg (2005 do 2006) - Salesh Kumar (2007 do 2009) - Ki-Hyung Lee (2007 do 2009) - Alick Maemae (2008) - Ross Nicholson (2005 do 2009) - Jonathan Perry (2005 do 2007) | - Cole Peverley (2006 do 2007) - James Pritchett (2004 do 2009) - Rupesh Puna (2007 do 2008) - Nelson Sale (2008) - Ben Sigmund (2006 do 2008) - Jacob Spoonley (2005 do 2007, 2008 do 2009) - George Suri (2007 do 2009) - Cole Tinkler (2006) - Paul Urlovic (2005 do 2009) - Ivan Vicelich (2008 do 2009) - Tamati Williams (2007 do 2008) |

| Stub icon | Ta članek o nogometu je škrbina. Pomagajte Wikipediji in ga razširite. |